# Les Hommes du jour

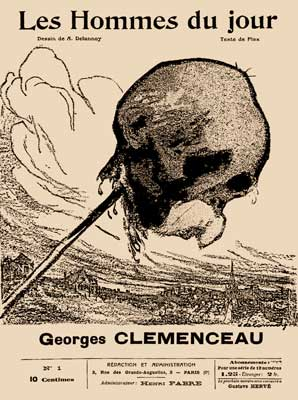
Ausgabe 1, Georges Clemenceau

Les Hommes du jour (Die Männer des Tages) war eine Sammlung von großformatigen, wöchentlichen, libertär-anarchistisch inspirierten Broschüren, die zwischen 1908 und 1940 veröffentlicht wurden. Sie wurden überwiegend von Victor Méric unter den Pseudonymen Flax oder Lux verfasst, mit einer Titelillustration von Aristide Delannoy.

## Geschichte
Im Januar 1908 startete Victor Méric zusammen mit Henri Fabre die Reihe „Les Hommes du jour annales politiques, sociales, littéraires et artistiques“ (Les Hommes du jour Annalen aus Politik, Gesellschaft, Literatur und Kunst), eine halb politische, halb satirische, vierseitige Zeitschrift mit libertärer Ausrichtung, der ein dauerhafter Erfolg beschieden sein sollte. Geschäftsführer war Ernest Reynaud.
Jede Ausgabe enthielt die Biografie einer zeitgenössischen Person, die nicht ohne Humor von Victor Méric unter der Signatur „Flax“ verfasst wurde, während eine Karikatur von Delannoy die Züge der Person wiedergab. Les Hommes du jour erschienen in dieser Form bis nach 1918. Ab 1909 erschien eine Nebenreihe namens Portraits d’hier (Portraits von gestern) mit „Studien über das Leben, die Werke und den Einfluss der großen Toten unserer Zeit“, sowie 1910 La Petite bibliothèque des Hommes du jour (Die kleine Bibliothek des Hommes du Jour). Die Reihe wurde 1916 mit Le Journal du peuple zusammengelegt. Ab April 1920 wurde sie zu einer monatlichen Serie mit 32 Seiten.
Die Publikation wurde bis 1940 mit verschiedenen Mitarbeitern fortgesetzt, wobei die Karikatur auf dem Titelblatt durch ein fotografisches Klischee ersetzt wurde. Die letzte Ausgabe erschien am 10. Juni 1940.

## Auseinandersetzungen

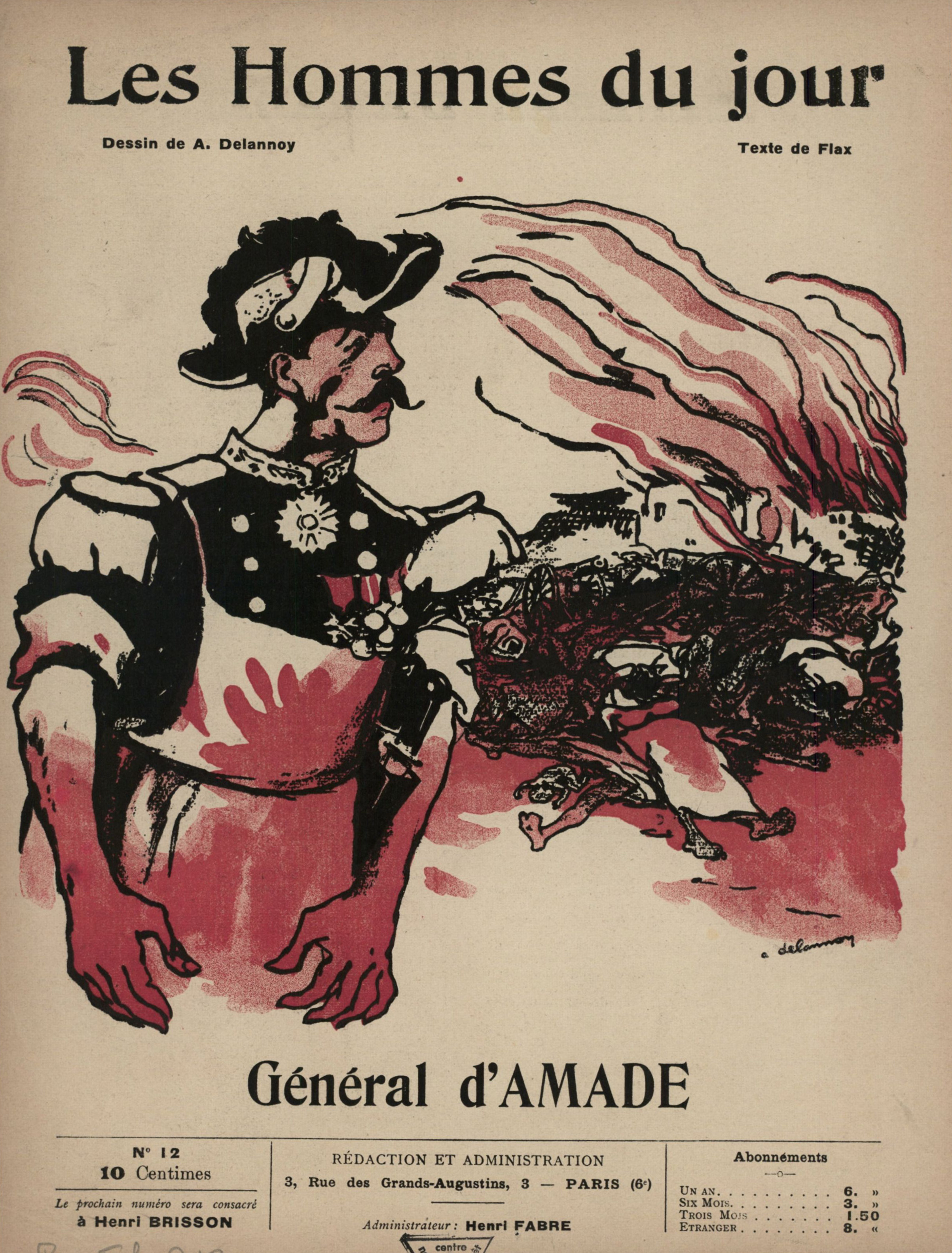
General Albert d’Amade

Für das Titelbild der ersten Ausgabe zeichnete Aristide Delannoy eine Karikatur von Georges Clemenceau, die wie ein Totenkopf aussah. Am Tag zuvor hatte das Kabinett Clemenceau die Bewegung der Steinbrucharbeiter in den Sandgruben von Draveil blutig niederschlagen lassen.
Victor Méric berichtete in einer Delannoy gewidmeten Ausgabe im Mai 1911 über die Aufnahme, die diese berühmt gewordene Zeichnung fand: „Wir waren ziemlich beunruhigt. Wir brauchten für die erste Ausgabe, die für den großen Bullen Clemenceau bestimmt war, eine kräftige, scharfe, beißende Zeichnung. Für den Text hatte ich alles getan, was ich konnte. Als Delannoy ein paar Tage später mit seinem Karton zurückkam und den berühmten Totenkopf präsentierte, stampften wir vor Freude auf. Mit einer ähnlichen Zeichnung war uns der Erfolg sicher. Das war der Triumph. Die Auflage von 25.000 Exemplaren von Clemenceaus Maul ging weg wie warme Semmeln.“
Einige Monate später, am 26. September 1908, wurden Victor Méric und Aristide Delannoy zu einem Jahr Gefängnis und 3000 Francs Geldstrafe verurteilt, weil sie General Albert d’Amade, den Protagonisten einer Kolonialexpedition nach Marokko, als Metzger mit blutbefleckter Schürze dargestellt hatten. Am 12. November 1908 wurden die beiden Männer im Gefängnis La Santé in der politischen Abteilung inhaftiert. Delannoy, der an Tuberkulose erkrankt war, wurde am 21. Juni 1909 vor Ablauf seiner Strafe freigelassen. Victor Méric wurde erst am 18. August 1909 auf Bewährung entlassen.

## Personen
Mehrere Ausgaben waren revolutionären Anarchisten und Gewerkschaftern gewidmet, darunter: Charles-Albert, Lucien Descaves, Sébastien Faure, Francisco Ferrer, Jean Grave, Victor Griffuelhes, Pjotr Kropotkin, Maximilien Luce, Charles Malato, Octave Mirbeau, Émile Pouget, Paul Robin und Georges Yvetot.
Eine ausführliche Aufstellung von Artikeln zu bekannten Personen findet sich in der frankophonen Sprachversion unter Numéros notables.
Neben Méric und Delannoy wirkten unter anderem noch Marcelle Capy, André Dahl und André Foy als Autoren sowie Bernard Bécan, Joseph Hémard, Lucien Laforge, Maurice Robin und Édouard Saunier als Illustratoren mit.

## Galerie

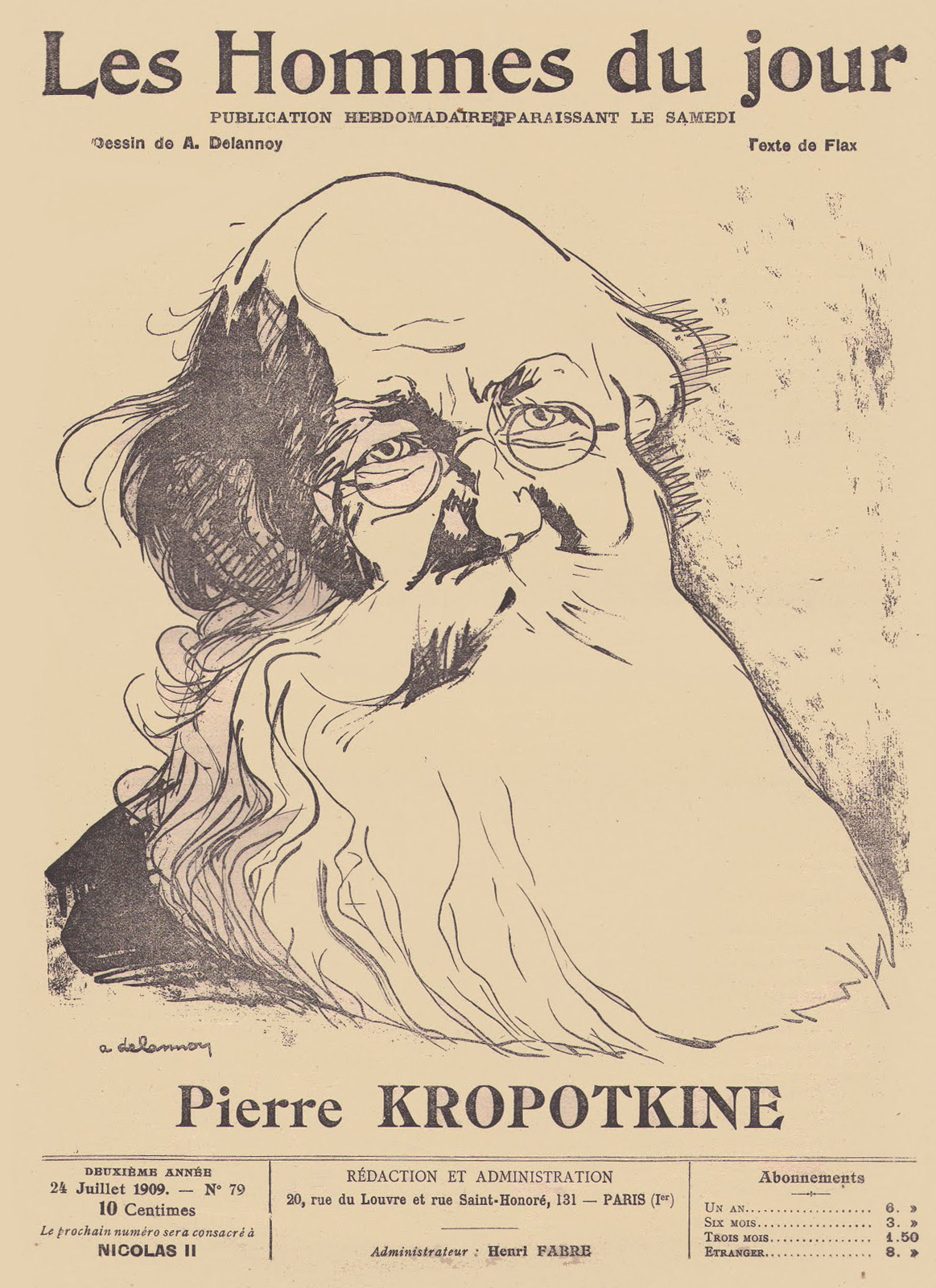
Pjotr Kropotkin
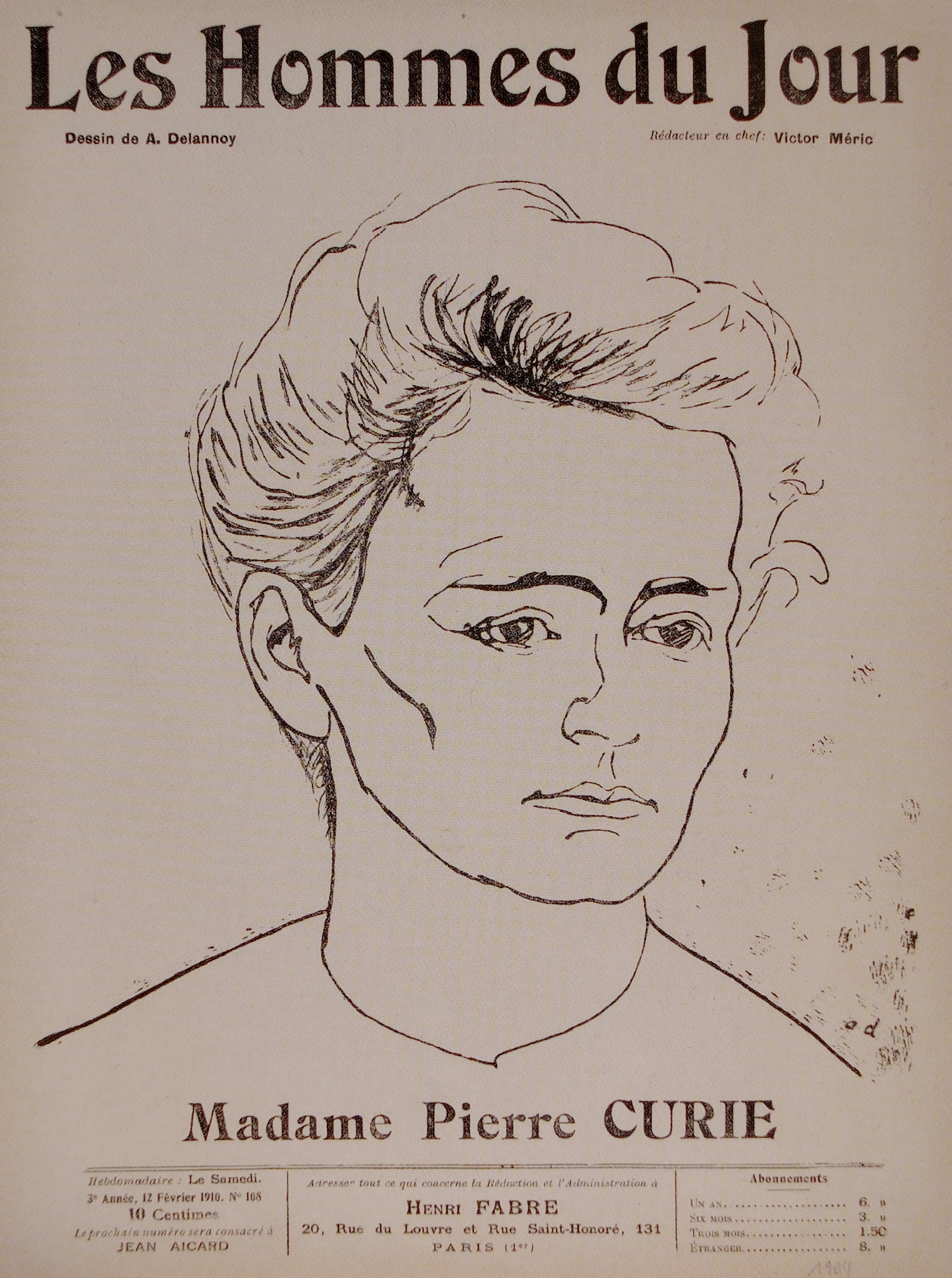
Marie Curie
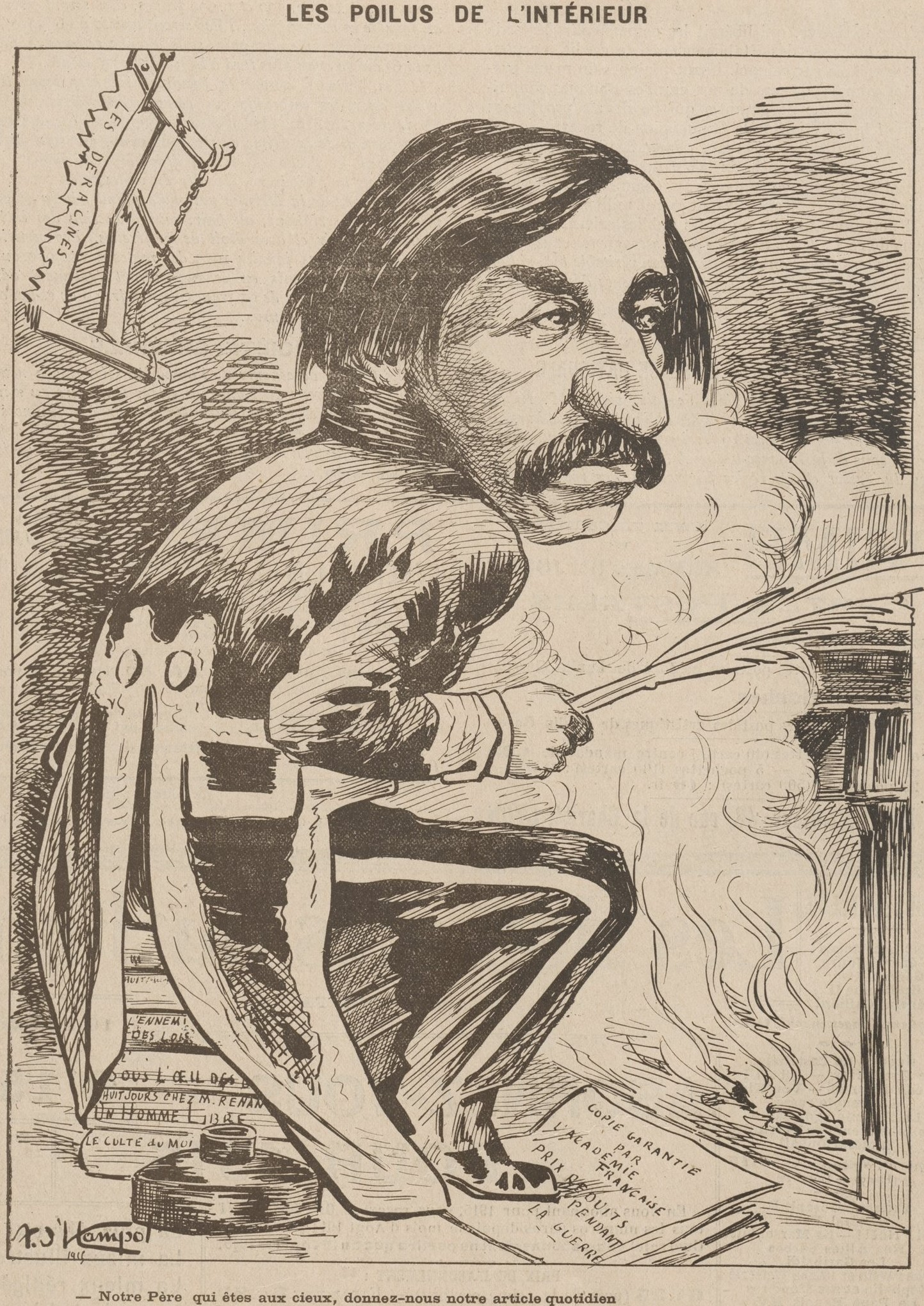
Maurice Barrès
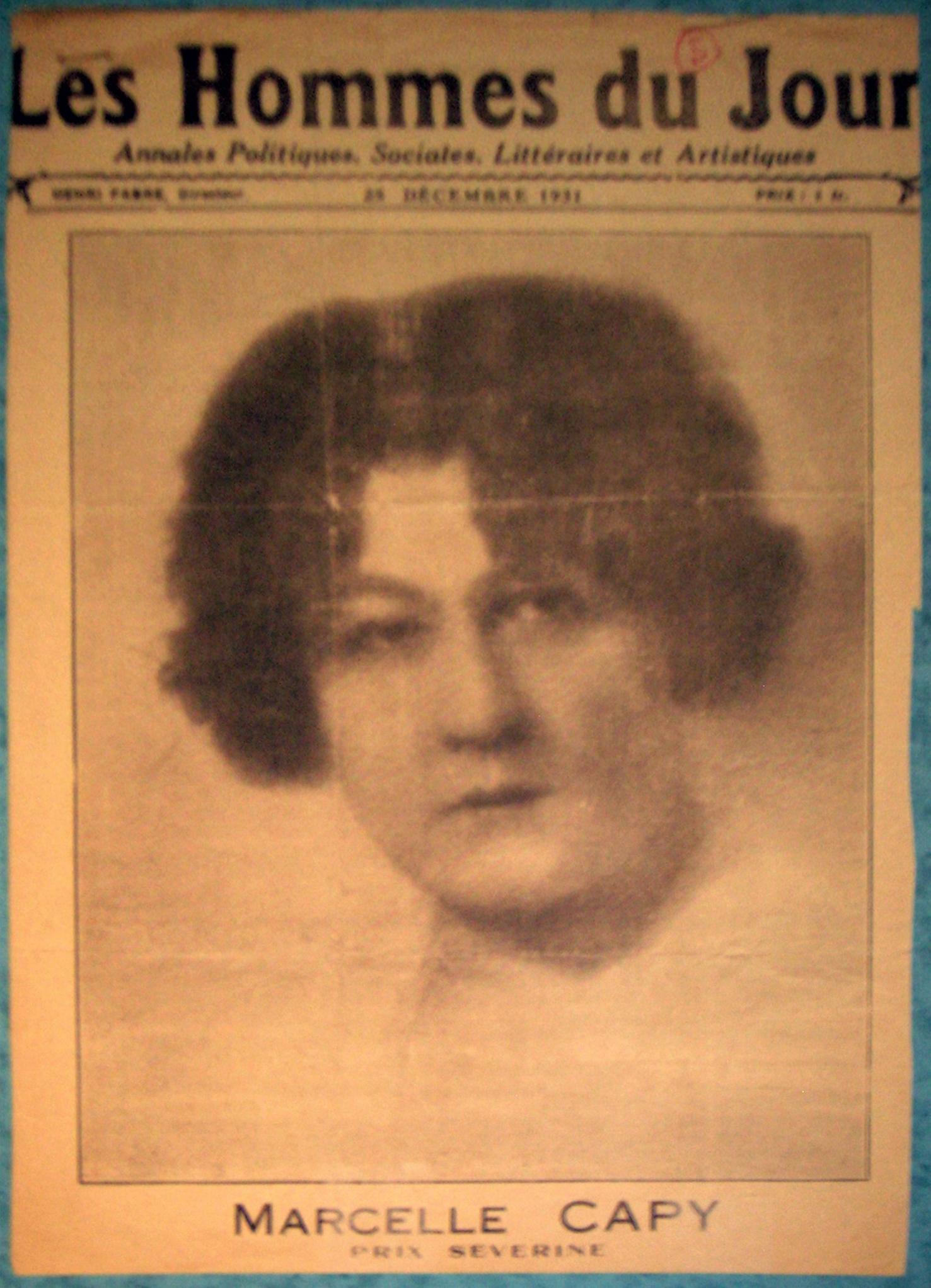
Marcelle Capy